# Jomar Brun
Jomar Hagen Brun (18. června 1904 Trondheim, Norsko – 26. srpna 1993 ) byl norský chemický inženýr a profesor. Spolu s Leifem Tronstadem vybudoval v roce 1934 u hydroelektrárny Vemork továrnu na těžkou vodu (jedinou v Evropě). Zapojil se do odboje, později se v Londýně podílel na plánování operace Telemark proti této továrně, za což obdržel několik vyznamenání. Po válce znovu působil ve Vemorku a jako profesor na Norském technologickém institutu v Trondheimu.

## Život a kariéra

### Mládí a studia
Jomar Brun se narodil 18. června 1904 v Trondheimu ve středním Norsku. Jeho rodiči byli Lorentz H. Brun a Ingrid Lysholmová, jeho otec pracoval v Trondheimu jako ředitel celnice. Jomar Brun v letech 1922–1926 vystudoval chemické inženýrství na NTH: Norský technologický institut v Trondheimu (norsky Norges tekniske høgskole; v roce 1996 se NTH sloučil s dalšími školami a vznikla Norská univerzita vědy a technologie). Po absolvování vysoké školy na NTH v letech 1926 až 1929 pracoval jako výzkumný asistent, v roce 1929 nastoupil do společnosti Norsk Hydro.

### Továrna na těžkou vodu

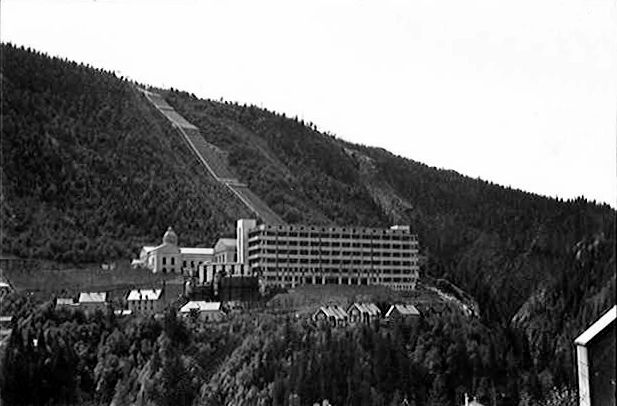
Vemork 1935: vpředu nová továrna na těžkou vodu, za ní hydroelektrárna a na svahu potrubí k turbínám.

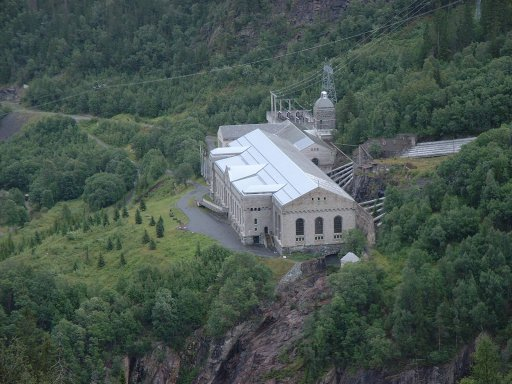
Vemork 2003: již neexistující továrna byla před elektrárnou (na snímku plocha vlevo).

V roce 1932 americký fyzikální chemik Harold Urey společně s Georgem M. Murphym a Ferdinandem Brickweddem publikovali v prestižním časopise Physical Review své poznatky o těžké vodě a nově objeveném izotopu vodíku, který byl později nazván deuterium (k lepšímu pochopení izotopů přispěl také britský fyzik James Chadwick, který rovněž v roce 1932 objevil neutron). Harold Urey za výzkumy těžké vody a deuteria v roce 1934 získal Nobelovu cena za chemii.
Těžká voda se se přirozeně vyskytuje v normální vodě, ale ve velice malé koncentraci. Zvýšení koncentrace se dosahuje její
separací z normální vody. Toho lze dosáhnout více způsoby (ale všechny jsou energeticky velmi náročné a zdlouhavé), jedním z nich je elektrolýza vody, kterou je nutné mnohonásobně opakovat. V roce 1933 vytvořili Jomar Brun (v té době již byl ředitelem vodní elektrárny Vemork u města Rjukan, patřící společnosti Norsk Hydro) a Leif Tronstad (v té době akademik, který současně pracoval pro Norsk Hydro jako konzultant) plán na výrobu těžké vody v průmyslovém měřítku.
Protože společnost Norsk Hydro vyráběla amoniak (čpavek) pro dusíkatá hnojiva, Leif Tronstad a Jomar Brun si uvědomili, že k dispozici je velké množství již elektrolyzované vody a hydroelektrárna Vermork (do roku 1913 byla nejvýkonnější na světě) poskytovala relativně levně dostatek elektřiny pro mnohonásobné opakování elektrolýzy. Navrhli proto metodu kaskádové elektrolýzy, kde se koncentrace těžké vody postupně zvyšuje. Továrnu bylo třeba umístit co nejblíže k vodní elektrárně, protože elektrolýza vyžaduje stejnosměrný proud, jehož přenos na delší vzdálenost má velké ztráty. Jejich plán byl ihned realizován a již v roce 1934 byla v těsném sousedství elektrárny otevřena první továrna na těžkou vodu, o kterou projevili zájem francouzští i němečtí vědci.

### Během války
V roce 1940 nacistické Německo v rámci Operace Weserübung uskutečnilo invazi do Dánska a Norska, kde byla ustavena loutková vláda v čele s kolaborantem Vidkunem Quislingem. Ale zatímco rovinaté Dánsko bylo obsazeno za jediný den, v hornatém Norsku i po mnoha měsících zůstávaly silné norské odbojové skupiny.
Od odbojové skupiny Skylark B (se kterou spolupracoval také Leif Tronstad) dostávala britská výzvědná služba od ledna 1941 pravidelně informace, mimo jiné varování, že Němci nařídili několikanásobně zvýšit výrobu těžké vody. Tato informace pocházela právě od Jomara Bruna, který také pomáhal lidem uprchnout ze země po moři přes pobřeží Møre og Romsdal v západním Norsku. V září 1941 byla odbojová skupina odhalena, Leif Tronstad byl naštěstí varován den předtím, než ho přišlo zatknout gestapo. Na poslední chvíli utekl nejprve do Švédska, odtud v říjnu 1941 do Spojeného království.
Jomar Brun a Leif Tronstad zpočátku neznali přesnou příčinu enormního zájmu nacistů o těžkou vodu a souvislosti s německým jaderným programem a případnou konstrukcí atomové bomby. V podstatě to ani vědět nemohli: teprve v roce 1939 Němci objevili jaderné štěpení uranu, nový prvek plutonium byl objeven až v roce 1940 a v roce 1941 byl stále k dispozici jen v miligramových množstvích. Relativně ucelenou představu o souvislostech a možných důsledcích všech nových objevů měla jen velmi malá skupina nejpřednějších vědců.
Ale nakonec jim to bylo jasné, zejména po návštěvě amerického fyzikálního chemika Harolda Ureyho ve Velké Británii v listopadu 1941. Jomar Brun později udržoval kontakt s Londýnem prostřednictvím odbojáře Einara Skinnarlanda, tajného agenta SOE, který pocházel z Rjukanu. V říjnu 1942 byl Jomar Brun také převezen do Spojeného království (rok po útěku Leifa Tronstada z Norska), údajně na přímou žádost Winstona Churchilla.
Jomar Brun vedle Leifa Tronstada také pomáhal s přípravou operace Telemark, tedy se sérií sabotážních operací Spojenců, který měly za cíl zničit uskladněné zásoby těžké vody a vyřadit z provozu zařízení na její výrobu u hydroelektrárny Vermork. Nejprve to byly dvě na sebe navazující neúspěšné operace Grouse a Freshman z roku 1942, poté úspěšná operace Gunnerside z roku 1943.
Členy malé úspěšné skupiny byli výhradně Norové, kteří prošli tvrdým výcvikem, navíc jim Leif Tronstad a Jomar Brun poskytli detailní znalosti o zařízení na těžkou vodu a sabotáž trénovali na maketě, kterou jim Britové postavili. Úspěšnou skupinu Gunnerside vedl Joachim Rønneberg, jeho zástupce Knut Haukelid o akci v roce 1947 napsal knihu, pozdější rozšířené vydání bylo přeloženo do angličtiny (Skis Against the Atom) a dalších jazyků.

### Po válce
Po skončení druhé světové války se Jomar Brun vrátil ze Spojeného království zpět do Norska společně se svou ženou (rodné jméno Tomy Johanne Svingjom), se kterou se oženil během války. Znovu působil jako hlavní inženýr ve Vemorku a začal také vyučovat na své alma mater, Norském technologickém institutu v Trondheimu. V roce 1951 byl jmenován profesorem elektrochemie a na univerzitě zůstal až do svého odchodu do důchodu v roce 1974. Svými rozsáhlými zkušenostmi také zásadně pomohl indické vládě při výstavbě a uvedení do provozu továrny na těžkou vodu v Nangalu (1954) na řece Satladž.
Za svou činnost během druhé světové války obdržel několik vyznamenání, především Řád britského impéria, třída MBE (Member of the Order of the British Empire), nejvyšší francouzské státní vyznamenání Řád čestné legie (francouzsky Ordre national de la Légion d'honneur) a dále francouzský Válečný kříž 1939–1945 (Croix de guerre 1939–1945).

## Filmová ztvárnění
Již krátce po válce (1948) byl natočen v koprodukci Norska a Francie (kde se stal druhým nejnavštěvovanějším v tomto roce) film Boj o těžkou vodu (norsky Kampen om tungtvannet), který má polodokumentární charakter. Nejen většina odbojářů, kteří přežili, ale také další osoby v něm hraji sami sebe. Jen minimální počet reálných postav vytvořili norští herci, mezi nimi také postavu Jomara Bruna, kterou hrál Thorleif Reiss.
Ve výpravném britském filmovém dramatu Hrdinové z Telemarku z roku 1965 se přímo postava Jomara Bruna vůbec nevyskytuje, i když některé jeho rysy se promítly do fiktivní postavy norského inženýra Nilssena (hraje anglický herec Ralph Michael). Naopak v zatím posledním uměleckém ztvárnění těchto událostí, norské minisérii Boj o těžkou vodu z roku 2015 má postava Jomara Bruna značný prostor (hraje Espen Reboli Bjerke), i když ne tak velký jako má Leif Tronstad, který je přímo hlavní postavou seriálu.
Šestidílný norský seriál (Česká televize ho však vysílala vždy dva díly najednou: premiéra 2017, repríza 2018) byl zčásti natáčen v Praze (Národní muzeum: udílení Nobelovy ceny Werneru Heisenbergovi nebo např. budovy právnické a přírodovědecké fakulty, tovární areál ve Vysočanech) a dalších místech (Konopiště, letiště Benešov). Jak český, tak původní norský název Kampen om tungtvannet je stejný jako výše uvedeného polodokumentárního filmu z roku 1948.